# 格雷迪縣 (奧克拉荷馬州)
格雷迪縣（英語：Grady County）是美國奧克拉荷馬州中南部的一個縣。面積2,863平方公里。根据美國2000年人口普查，共有人口45,516人。縣治奇克謝（Chickasha）。
成立於1907年7月16日。縣名紀念記者、演說家亨利·W·格雷迪（Henry Woodfin Grady）。